# Liste der Kulturdenkmale in Schönkirchen
In der Liste der Kulturdenkmale in Schönkirchen sind alle Kulturdenkmale der schleswig-holsteinischen Gemeinde Schönkirchen (Kreis Plön) aufgelistet (Stand: 10. März 2025).

## Legende
In den Spalten befinden sich folgende Informationen:
- Objekt-ID: die Nummer des Kulturdenkmales
- Lage: die Adresse des Kulturdenkmales und die geographischen Koordinaten. Kartenansicht, um Koordinaten zu setzen. In der Kartenansicht sind Kulturdenkmale ohne Koordinaten mit einem roten Marker dargestellt und können in der Karte gesetzt werden. Kulturdenkmale ohne Bild sind mit einem blauen Marker gekennzeichnet, Kulturdenkmale mit Bild mit einem grünen Marker.
- Offizielle Bezeichnung: Bezeichnung des Kulturdenkmales
- Beschreibung: die Beschreibung des Kulturdenkmales
- Bild: ein Bild des Kulturdenkmales

## Sachgesamtheiten
| Objekt-ID      | Lage                                     | Offizielle Bezeichnung | Beschreibung | Bild                             |
| -------------- | ---------------------------------------- | ---------------------- | --- | -------------------------------- |
| 40825 Wikidata | Dorfstraße (54° 20′ 4″ N, 10° 13′ 25″ O) | Kirche St. Marien      | Aktualisierung vorgesehen - Begründung: geschichtlich, wissenschaftlich, künstlerisch, städtebaulich, Kulturlandschaft prägend - Schutzumfang: Kirche St. Marien mit Ausstattung, Kirchhof, Grabmale bis 1870, Feldsteinwall, Mausoleum, Grabstätte Hermann Howaldt | weitere Fotos \| Fotos hochladen |

## Bauliche Anlagen
| Objekt-ID      | Lage                                           | Offizielle Bezeichnung            | Beschreibung | Bild                             |
| -------------- | ---------------------------------------------- | --------------------------------- | --- | -------------------------------- |
| 3764 Wikidata  | Am Dorfteich 5a (54° 20′ 1″ N, 10° 13′ 40″ O)  | Fachhallenkate (ehem. Gildehaus)  | Alteintragung (Aktualisierung vorgesehen) - Begründung: Alteintragung (Aktualisierung vorgesehen) - Schutzumfang: Alteintragung (Aktualisierung vorgesehen) - Denkmaltyp: Bauliche Anlage | Fotos hochladen                  |
| 13594          | Dorfstraße 7 - 9 (54° 20′ 5″ N, 10° 13′ 30″ O) | Wohn- und Geschäftshaus           | Wohn- und Geschäftshaus; 1901/02; eingeschossiger, traufständiger Backsteinbau unter Satteldach mit drei Giebelrisaliten und dekorativer Putzgliederung - Begründung: geschichtlich, städtebaulich - Schutzumfang: gesamtes Objekt - Denkmaltyp: Bauliche Anlage | BW                               |
| 3763 Wikidata  | Dorfstraße 29 (54° 20′ 10″ N, 10° 13′ 39″ O)   | Fachhallenhaus                    | Alteintragung (Aktualisierung vorgesehen) - Begründung: geschichtlich, Kulturlandschaft prägend - Schutzumfang: gesamtes Objekt - Denkmaltyp: Bauliche Anlage | Fotos hochladen                  |
| 5107 Wikidata  | Dorfstraße (54° 20′ 5″ N, 10° 13′ 25″ O)       | Kirche St. Marien mit Ausstattung | Alteintragung (Aktualisierung vorgesehen) - Begründung: geschichtlich, künstlerisch, städtebaulich - Schutzumfang: gesamtes Objekt - Denkmaltyp: Bauliche Anlage, Sachgesamtheit: Kirche St. Marien | weitere Fotos \| Fotos hochladen |
| 47623 Wikidata | Dorfstraße (54° 20′ 3″ N, 10° 13′ 24″ O)       | Grabstätte Hermann Howaldt        | Grabstätte Hermann Howaldt; 1900; von Eiben gerahmte, rechteckige Grabstätte, hohe Zypresse hinter Granitfindling von dreieckiger Form, Spitze asymmetrisch verschoben, grob bearbeitet, Eisenschlacke neben kastenförmigem Betonsockel, vertiefte ovale Inschriftenfläche, zwei weitere Grabsteine. Feld 01/Reihe 000/Stelle 255 - Begründung: geschichtlich, wissenschaftlich, künstlerisch, Kulturlandschaft prägend - Schutzumfang: gesamtes Objekt - Denkmaltyp: Bauliche Anlage, Sachgesamtheit: Kirche St. Marien | BW                               |
| 2068           | Hörn 1 (54° 20′ 3″ N, 10° 13′ 33″ O)           | Fachhallenkate                    | Alteintragung (Aktualisierung vorgesehen) - Begründung: geschichtlich, Kulturlandschaft prägend - Schutzumfang: gesamtes Objekt - Denkmaltyp: Bauliche Anlage | Fotos hochladen                  |

## Gründenkmale
| Objekt-ID      | Lage                                     | Offizielle Bezeichnung | Beschreibung | Bild            |
| -------------- | ---------------------------------------- | ---------------------- | --- | --------------- |
| 22925 Wikidata | Dorfstraße (54° 20′ 4″ N, 10° 13′ 25″ O) | Kirchhof               | Alteintragung (Aktualisierung vorgesehen) - Begründung: geschichtlich, Kulturlandschaft prägend - Schutzumfang: Kirchhof, Grabmale bis 1870, Feldsteinwall, Mausoleum - Denkmaltyp: Gründenkmal, Sachgesamtheit: Kirche St. Marien | Fotos hochladen |

## Quelle
- Liste der Kulturdenkmale in Schleswig-Holstein – Kreis Plön (PDF)

- Karte mit allen Koordinaten:
- OSM |
- WikiMap